# Evarist Gielen
Pour les articles homonymes, voir Gielen.
Evarist Gielen, né le 10 juillet 1897 en Belgique et décédé le 22 juillet 1977 à Maui, Hawaï (États-Unis), était un prêtre missionnaire belge de la congrégation des Sacrés-Cœurs. 

## Biographie
Né le 10 juillet 1897 Évarist Gielen est ordonné prêtre en Belgique le 19 avril 1925, dans la Congrégation des Sacrés-Cœurs de Jésus et de Marie. Quelques mois plus tard, en janvier 1926,  il arrive comme missionnaire dans l’archipel d’Hawaï. Il y passe toute sa vie dans diverses paroisses de l’archipel, parfois comme curé parfois comme vicaire.
En 1927 il construisit, à Kalapana (Pahoa), l’église dédiée à ‘Marie, étoile de la mer’, qu’il embellit de peintures murales personnelles illustrant des scènes bibliques. Inauguré le 19 avril 1931 (et dédié à ‘Marie, étoile de la mer’) l’édifice est depuis lors connu comme ‘l’église peinte’ et, depuis 1997, est classée au  patrimoine national des États-Unis.  
Au cours de sa carrière Gielen dessert les églises catholiques de Maui, Oahu et d’autres. Il continue à les orner de ses peintures.  
En 1964 le père Gielen est transféré à Maui où il est pasteur de Paia tout en desservant d’autres centres, à Mukawao et Puunene. Jusqu’à la fin de sa vie il continue ses créations artistiques que l’on peut voir dans plusieurs églises de la région. Le père Evarist Gielen meurt à Maui le 22 juillet 1977 et est enterré dans le cimetière de Makawao.